# Pontus Brevern-de la Gardie
Il conte Pontus Alexander Ludwig Brevern-de la Gardie in russo Александр Иванович Бреверн де Лагарди?, Aleksandr Ivanovič Brevern de Lagardi (Kostivere, 16 gennaio 1814 – Haapsalu, 1º aprile 1890) è stato un generale e nobile russo di origini svedesi e baltico-tedesche.

## Biografia
Membro di una nobile famiglia svedese di origini prussiane che dal XVIII secolo si era trasferita a Riga, Pontus discendeva da un suo omonimo noto nel XVII secolo. Era fratello di Magnus Ivanovič de La Gardie.
Intrapresa la carriera militare, nel 1834 si diplomò alla scuola di artiglieria Michajlovskij ed entrò nel reparto di artiglieria a cavallo. Già nel 1844, col grado di capitano, ottenne il comando di una batteria e nell'agosto di quello stesso anno venne promosso colonnello. Rimase con tale grado sino al 6 dicembre 1851 quando venne nominato comandante di un reggimento di cavalleria e dal 30 marzo 1852 venne promosso maggiore generale.
Con decreto imperiale, l'11 dicembre 1852, su richiesta del nobile estone, il conte svedese Karl Magnus Delagardie, suo zio, ottenne di poter ottenere anche il cognome, il titolo e lo stemma dei conti de Lagardie.
Nell'aprile del 1855 venne arruolato al seguito dello zar e nello stesso anno venne nominato comandante della 1ª brigata della divisione corazzieri della guardia, lasciando i propri incarichi precedenti. Il 26 agosto 1856 venne nominato aiutante generale dello zar. Dal 2 aprile 1861 gli venne affidato il comando della 7ª divisione di cavalleria dell'esercito russo e dal 23 aprile di quello stesso anno venne posto a capo della 1ª divisione di cavalleria, con consequenziale promozione al grado di tenente generale.
Nel 1864 venne nominato capo di stato maggiore della guardia di San Pietroburgo e dal 1865 divenne comandante del distretto militare di Char'kov. Nel 1869 venne promosso generale di cavalleria e dall'aprile del 1879 ottenne il comando del distretto militare di Mosca. Il 6 agosto 1882 divenne cosacco onorario di Astrachan'.
Nel 1888 abbandonò il servizio militare attivo per problemi di salute, e venne nominato membro del consiglio di stato.
Morì ad Haapsalu nel 1890.